# Пумнул, Арон
Арон Пумнул (27 ноября 1818, Кучулата, Трансильвания, Австро-Венгерская империя) — 12 января 1866, Черновицы, Австро-Венгерская империя) — румынский филолог, педагог, писатель, культурный деятель, один из основателей духовной жизни румын Буковины

## Биография
Родился в крестьянской семье. Начальную школу окончил в г. Одорхей, гимназию в г. Блаж (1838—1841), теологическую семинарию в Вене (1843—1846). В Вене, кроме теологических наук, изучал философию и филологию. После обучения преподавал философию в Благском лицее.
За активное участие в событиях 1848 года Пумнула преследуют, и он эмигрирует на Буковину. Проживает у своего друга Ираклия Порумбеску, отца выдающегося композитора Чиприана Порумбеску. Вместе с братьями Гурмузаки печатает в 1848 году газету «Буковина» и становится её редактором.

28 февраля 1849 года выигрывает конкурс на вакантную должность заведующего первой кафедры румынского языка и литературы при Черновицкой высшей гимназии; должность эту занимает до конца своей жизни.
Кроме гимназии, он преподает в богословской семинарии. Активно занимался культурной деятельностью. В научной и творческой деятельности проявил себя как талантливый лингвист, автор дидактических учебников и других научных трудов.

Способствовал использованию латинского алфавита вместо кириллицы, безуспешно пытался запретить неологизмы. Был человеком энциклопедической культуры, который верит в силу образования для развития национального возрождения и считал центральным «вопрос о языке».

Одной из огромных заслуг А. Пумнула было то, что он был одним из основателей духовной жизни румын Буковины.
Умер Арон Пумнул 12 января 1866 года в Черновцах. Михай Эминеску, который был учеником Пумнула в черновицкой гимназии, посвятил ему одно из своих стихотворений.

## Печатные работы
- «Румынский лептурарну» — литературная антология с ценной информацией биографических данных писателей, которые проживали на Буковине. Антология издана в 6 томах 1862 по 1865 год;

- «Grammatik der rum. Sprache fur Миттельшуле ibilh» (1864),
- «Независимость румынского языка в своем развитии и в написании» (1850, Черновцы),
- "«Беседы отца с сыном о языке и румынское слово» (1850, Черновцы),
- «Краткий очерк…» (1865, Черновцы).